# Jamie McLoughlin
Joseph James "Jamie" McLoughlin (21. august 1878 - december 1962) var en amerikansk roer.
McLoughlin vandt sølv i dobbeltsculler ved OL 1904 i St. Louis, sammen med John Hoben, første gang nogensinde disciplinen var på OL-programmet. I finalen blev parret besejret af landsmændene John Mulcahy og William Varley, mens Joseph Ravannack og John Wells fik bronze.

## OL-medaljer
- 1904:  Sølv i dobbeltsculler